# Yaquikrigen
Yaquikrigen, var en serie krig mellan Nya Spanien, senare i stället Mexiko, och Yaquiindianerna. Stridigheterna varade från 1533 och fram till 1929. Yaquikrigen var ett av de sista av de Mexikanska indiankrigen, tillsammans med Kastkriget i Yucatán mot Mayaindianerna. I över 400 år genomförde spanjorerna, och senare mexikanerna, fälttåg in på Yaqiuterritorium, vilket ledde till flera allvarliga strider och ökända massakrer.

### Fotnoter
1. 1 2  Guerra del Yaqui - Wikipedia, la enciclopedia libre
2. ↑  http://www.everyculture.com/Middle-America-Caribbean/Yaqui-Orientation.html
3. ↑  http://www.thenation.com/article/yaqui-way-knowledge
4. ↑  ”Arkiverade kopian”. Arkiverad från originalet den 6 januari 2012. https://web.archive.org/web/20120106164852/http://www.lasculturas.com/aa/vs_EdithYaqui.htm. Läst 28 november 2011.